# Музиченко Олександр Федорович
Олександр Федорович Музиченко (6 серпня 1875 — 12 жовтня 1937) —  український педагог, лектор, викладач, методист. Автор понад 40 книжок, брошур і наукових розвідок з питань мови й педагогіки.

## Біографія
Музиченко Олександр Федорович, українець, народився 6 серпня 1875 року в селі Станіславі Херсонської губернії. Батько Музиченко Федор Івановіч (Іонович) був відомим народним вчителем, директором Велико-Токмацького народного училища, мав звання Особового Почесного Громадянина. Мати також була народним вчителем.
Спочатку Олександр скінчив народну школу в селі Михайлівце Таврійської губернії. Далі з 1887 по 1895 роки навчався в гімназії м. Бердянська. Вчився зі зразковою поведінкою, відмінною вправністю, кожного року одержував нагороди, закінчив навчання з Золотою медаллю.
З характеристики учня 8-го класу Музиченка Олександра: «Як за характером своїм та способом мислення, так і за успішністю він виявляв собою видатний тип серед учнів. Завжди витриманий, спокійний, ввічливий; він твердою та неухильною ходою ішов шляхом морального і розумового змужіння.»
Продовжує Олександр свою освіту в ліцеї Санкт-Петербурзького історико-філологічного інституту. Але стан його здоров'я не дозволив йому відвідувати навчання. І юнак отримує перевод до Ніжинського історико-філологічного інституту, який на ті часи був другою, після Петербурзького інституту, вищою школою загальнодержавного значення.
Цей період був дуже плідним для Олександра. Він вивчає мови, вільно володіє українською, російською, болгарською та німецькою.
Особливою відмінністю рідні Олександра було те, що родички братались з болгарськими родинами, юнак багато проводив часу в колі болгар, вивчив їх мову. Це вплинуло на його наукове дослідження, в 1899 році у збірнику «Этнографическое обозрение» № 4 з'являється його стаття «Быт болгар- переселенцев Феодосийского уезда», яка була схвально прийнята і свідчила о наукових перспективах молодого вченого.
У 1900 році Музиченко закінчує інститут з відмінною оцінкою кандидатського твору, отримує звання вчителя гімназії.
20 серпня 1900 року Музиченко Олександр Федорович одружується на Євгенії Юріївні Красовській 1879 р.н., дочці відомого педагога, директора народного училища в м. Оріхів Таврійської губернії дворянина Красовського Юрія (Георгія) Осиповича. В цьому шлюбі народжується троє синів: Юрій, Олег та Валерій.
В біографії Музиченка ми зустрічаємо кілька київських адрес його мешкання.
У 1912—1913 роках — це вул. Суворова 1.
У 1915 році — Овручька 21.
З його автобіографії 1936 року: «Дружина має хату, що складається з однієї квартири, на краю міста Київ (на Лукянівці), не прибуткова». Поки невідомо, про який будинок йшла мова, можливо про той, в якому він мешкав на той час. В Особовій справі на той рік вказана вул. Баггоутовська № 16. (На жаль, цей старовинний будинок зараз на межі знищення).
По деяким документам останні хвилини життя славетного педагога пройшли на вул. Овручська, 16. Чи могла відбуватись плутанина з адесами: Овручська № 21 чи Баггоутівська № 16 ?….

## Педагогічна діяльність

### Одеса
1900 року Музиченко призначають на посаду вчителя чоловічої гімназії № 4 в м. Одеса. Наступного року він одержує грамоту за відмінне виконання своїх викладацьких обов'язків.
А в 1902 році за вимогою жандармерії його звільняють з посади вчителя за читання з учнями творів Чернишевського та Герцена. Пізніше був відновлений на посаді.
З 1903 року Олександр починає публікувати свої наукові розробки в журналах «Этнографическое обозрение», «Русская школа», «Журнал Міністерства Народної просвіти», «Известия», «Шлях освіти», «Радянська освіта», «Радянська школа», «Просвещение Донбаса», Бюллетень Крымского Наркомпроса тощо.
1904—1907 роки — професорський стипендіат в Одесі й за кордоном.
В 1905 році Музиченко О. Ф. був удостоєний ордена Св. Станіслава III ступеня за сумлінне ставлення до посадових обов'язків, високу педагогічну майстерність.
Починаючи з 1904 року Музиченко майже кожний рік брав участь у з'їздах, конференціях, «куди його посилало вчительство, школа, або делегувала влада, Н. К. О.»
За пропозицією Міністерства народної освіти Музиченко прикріплюється до Одеського університету для підготовки до отримання професорського звання, він дуже багато працює над дослідженнями національної педагогіки, піднімаючи нові проблеми та відкриваючи нові горизонти їх вирішення. Олександр звертається до ідей та досвіду розвинутих країн Заходу.

### Закордонне навчання
В 1906—1908 роках перебуває за кордоном, продовжує освіту в Лейпцигу, в Йєнському університеті на кафедрі педагогіки під керівництвом професора В. Рейна, вивчає праці Й. Гербарта, вивчає школи та педагогіку в Німеччині, Швейцарії, Австрії, Бельгії. З-за кордону висилає свої наукові статті до наукових журналів «Известия Нежинского филологического института», «Журнал Министерства народного образования», «Русская мысль». Провідна думка цих наукових публікацій — створення нової системи освіти в Україні. В своїй праці він зазначає, що капітал народу — не в матеріальних благах, а в творчій силі народу, що росте та передається з покоління в покоління. Тому народу необхідна правильно організована народна освіта — вона допоможе виростити молодь з розвиненою національною свідомістю.
Повернувшись з-за кордону до Ніжина, набувши нового педагогічного досвіду, Музиченко опубліковує «Отчет о специальных занятиях педагогикой в заграничной командировке».
«Учений аналізував різноманітні педагогічні теорії з метою їх застосування в українській школі. Він також критикував архаїчний характер існуючої шкільної системи і пропонував „вільне виховання особистості“. О. Ф. Музиченко виступав за виховання активних, самостійних особистостей, наполягав на необхідності урахування вікових та індивідуальних особливостей дітей у процесі навчання та виховання.»
Ще декілька праць того періоду: «На пути демократизации школы» (1907), «По поводу новой книги профессора В. Рейна» (1908), «Философско-педагогическая мысль и школьная практика в современной Германии» (1909).
Олександр Музиченко докладно вівчив тогочасні течії у німецькій педагогіці, це Р. Уйкен, П. Наторп, Т. Цилер, вчення Г. Кершенштайнера, Л. Гурліта, Г. Гаудінга та інш.

### Ніжин
В 1908 році Олександр Федорович обирає посаду викладача Ніжинського історико-філологічного інституту. Викладає педагогіку і психологію студентам та педпрактикантам. 1908—1910 роки — отримує доцента психології.
В 1909 році вийшли в світ такі праці, як «Этика, как основа педагогики», «Монизм и школа», «Реформа среднего образования в Европе».

### Київ
В 1910 році Музиченко Олександр Федорович переїздить до Києва, де працює викладачем 4-ї Київської гімназії. Також виконує обов'язки інспектора цієї гімназії. З 1914 року очолює гімназію.
З 1910 року читав лекції у Фребелевським Інституті й на однорічних вчительських курсах.
В 1911 році за вагомий розвиток педагогічної науки він отримує орден Св. Анни III ступеня.
1910—1912 роки — викладає по школах і курсах мову, педагогіку, методику.
З 1907 до 1926 року в Одещині, Криму, Молдавській республіці, Полтавщині, Черніговщині, Поділлю, Волині, Київщині — кожного року улітку керує заняттями на курсах народних вчителів.
З 1912 до 1913 року — перший директор новозбудованого Педагогічного Музею ім. Цесаревича Олексія Миколаєвича. Розуміючи необхідність розвитку музею, як закладу науки, Музиченко виводить музей на рівень науково-методичного педагогічного центру всієї України.
1914—1917 роки — Музиченко О. Ф. — директор приватної гімназії «Товариства сприяння середній освіті у м. Києві». Та продовжує активну наукову та пропагандистську роботу. Пише науково-популярні статті для видань Педагогічної академії, для «Народної енциклопедії».
В цей час Олександр Федорович, який був чудовим лектором, присвячує свої лекції історії розвитку освіти та загальній дидактиці. Його активна педагогічна діяльність та соціальна робота сприяють поширенню його імені, як фахівця.
В своїй анкеті на питання, в якій галузі вважав би своє використування більш відповідним, Музиченко відповідає: «організація перепідготовки вчителів, пропаганда нових методів шкільної праці».
Події 1917 року надіхнули освітян України на створення нової власної національної системи освіти. Починає реалізувати свої найсміливіші патріотичні мрії і О. Ф. Музиченко. Він був у перших лавах формування шкільної політики. Як пише Олександр Федорович в своїй анкеті: «З 1917 року присвятив себе до громадсько-культурної роботи, що до українізації».
1917 р. О. Ф. Музиченко обрали на посаду генерального інструктора Генерального Секретаріату Освіти. Разом з С. Ф. Русовою, Я. А. Чепігою та іншими вчений вирішував основну проблему — створення єдиної школи України. Свою точку зору на неї він виклав у публікаціях «Реформа школи та шкільна реформація вільної української школи» (1918), «Питання про єдину школу на Україні» (1919), «До історії єдиної школи на Україні» (1919). Під єдиною школою він розумів національний заклад із рідною мовою навчання, з використанням народної творчості, краєзнавства, вивченням історії. Така школа, на його погляд, повинна була бути лише світською, безкоштовною, обов'язковою, автономною, вільною, трудовою.
Працює директором департаменту нищої освіти «за часи секретарств», стає головою комісії з питань розробки проектів по створенню єдиної школи в Україні.
Музиченко О. Ф. в 1917—1919 роках стає співробітником часопису «Вільна українська школа», консультантом Наркомосвіти, членом культурно-просвітної комісії при Центральному Бюро Всеукраїнської Учительскої Спілки, головою літературно-педагогічної колегії при Всеукраїнському учительському Видавничому Товаристві « ВСЕУВИТО».
1918—1919 Музиченко — завідувач школи. Також призначається консультантом Н. К. О. при Затонському, Салько та Бутвіні.
1918—1919 — Олександр Федорович займає виборну посаду лектора Української Педагогічної Академії Наук, керує секцією вищої школи Наукового-педагогічної комісії, стає генеральним шкільним інструктором України, членом комітету по питанням сільськогосподарської освіти при Народному Комісаріаті освіти України.
Після падіння Української народної республіки його ідея по створенню національної школи зазнає поразки.
Кінец 1919 року — Музиченко їде до міста Пятигорськ, де обіймає посаду помічника ректора Пролетарського Університету по навчальній частині. Згодом отримує призначення на місце інструктора та члена Колегії Окрнаросвіти.
Повернувшись через рік до Києва, очолює трудову школу № 43. Тут він створює справжню педагогічну лабораторію. Разом з колегами Музиченко розробляє нові методики викладання. Пропагуючи їх, Олександр Федорович неодноразово давав відкриті уроки в Київському Педагогічному Музеї, на яких були присутні сотні вчителів.
У ці роки активно пропагувався комплексний підхід до навчання та виховання. В своїх виступах та публікаціях учений намагався пов'язати практичну українську школу з прогресивними надбаннями зарубіжної педагогіки. Він високо оцінював прогресивний вітчизняний педагогічний досвід, особливо праці К. Д. Ушинського і методистів кінця XIX ст. Він обстоював урок як основну форму організації навчання, критикував метод проектів і мав свою концепцію комплексного навчання, яку розвивав у статтях «Проблема комплексності в Німеччині і в нас» (1924), «Як по-новому вести педагогічну роботу в трудових школах із дітьми» (1924).
1921—1922 роки — Музиченко О. Ф. призначений лектором Вищих Політичних Курсів Правобережної України, та викладачем Вищої військово-педагогічної школи.
З 1914—1926 років стає директором громадської гімназії, заснованної Володимиром Науменком (вул. Ярославів Вал 25.)
1922—1926 роки — викладач Київського інституту народної освіти (теперішній Київський національний Університет імені Тараса Шевченка). Читав курс «Зразкові школи на заході і в Америці». Музиченко Олександр Федорович активно займався питанням підготовки учительських кадрів, вболівав за стан школи та викладання в ній і намагався донести передові ідеї до кожного вчителя. Він вважав, що: «школа не тільки допомагає навчитися від пращурів їх мудрості, але й пристосовує людину до майбутнього. Вона вчить його таким новим звичкам та знанням, які він у спадок не отримав, але які йому у власному житті стануть дуже необхідними». Музиченко намагався поєднати практику української школи з прогресивним надбанням зарубіжної педагогіки.
1925—1926 роки професор Музиченко О. Ф. призначений викладати педагогіку у Сільськогосподарському Інституті.
15 лютого 1926 року — Музиченко Олександр Федорович вводиться до складу членів Держнаукметодкому.
В 1928 році, друкуючи свою працю «Культура народа, мировоззрение ребенка и комплексность (практика работы учителя в рамках комплексности)» // Радянська школа. — 1928. — № 7 — 8. — С. 3–16 Музиченко Олександр Федорович вже має звання професора.
1933 рік — Музиченко Олександр Федорович — автор першого Буквара УСРР. Працював над підручником в співавторстві з сином Музиченко Юрієм Олександровичем та Деполович Л. П.
Він був автором навчального посібника для початкової школи «Читання і культура мови в сучасній школі» (1930), «Культура мови» (1928), «Методичні поради щодо навчання грамоті за букварем» (1933) (у співавторстві).
Олександр Музиченко, автор проекту української національної школи, спробував створити власний проект системи освіти, який би функціонував на народних засадах та забезпечував природний виховний і освітній вплив на дитину.
Помер 12 жовтня 1937 року. Похований в Києві на Лук'янівському цвинтарі (ділянка 13-III, за змінами на сьогодні 13-I). Місце поховання втрачено.

## Сім'я
Син, Юрій Олександрович Музиченко (нар. 17.02.1905), також був письменником, працював у журналі «Червоний перець». У 1941 р. залишився в окупованому Києві, співпрацював з О. Телігою, надалі в еміграції, де перейшов на російсько-імперські позиції, став членом КОНР і майором власовської армії, а після війни (під псевдонимом «Письменний») у 1956-1957 рр. редагував журнал «Свобода» Центрального об'єднання політичних емігрантів з СРСР. У 1957 р. переїхав у США.

## Праці
О. Музиченко автор праць:
- Творчество учеников земских школ : (С Курск. выст. по нар. образованию) / А. Ф. Музыченко. — Одесса: «Экономическая» тип., 1903. — 32 с.; 24. Російська державна бібліотека [Архівовано 5 листопада 2016 у Wayback Machine.]

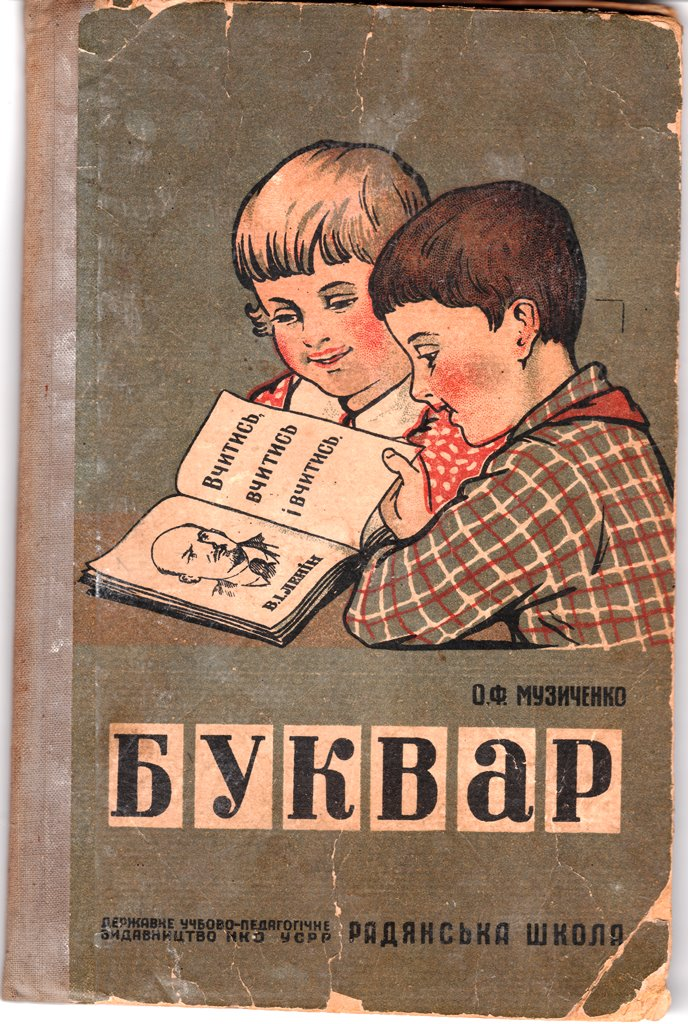
Буквар 1935 року. Автор Музиченко Олександр Федорович.jpg

- БІБЛІОГРАФІЯ ТВОРІВ О. Ф. МУЗИЧЕНКА. Державна науково-педагогічна бібліотека України імені В. О. Сухомлинського НАПН України: [Архівовано 9 листопада 2018 у Wayback Machine.]
  1. Буквар / О. Ф. Музиченко, Ю. О. Музиченко, Л. П. Деполович. — Київ: Рад. шк., 1933. — 64 с.
  2. *Быт болгар-поселенцев Феодосийского уезда / О. Ф. Музиченко // Этнографическое обозрение. — Москва, 1899. — № 4. — С. 36–172.
  3. Виховуючий вплив навчання / О. Музиченко // Історико-педагогічний альманах / АПН України, Уман. держ. пед. ун-т імені Павла Тичини, Всеукр. асоц. істориків педагогіки. — 2006. — № 1. — С. 46–53.
  4. *Відгук на книгу Г. Поляка "Комлексне викладання в Німеччині " / О. Ф. Музиченко // Шлях освіти. — 1927. — № 4. — С. 174—177.
  5. *Воспитывающее влияние обучения / А. Ф. Музыченко // Труды Киевского педагогического съезда: 12–19 апр. 1916 г. Киев. учеб. округ. — Киев: Тип. Тов-ва И. Н. Кушнерев и Кº, 1916.
  6. *История поселения и фонетические особенности говора крымских болгар / А. Ф. Музиченко // Известия Отделения русского языка и словесности императорской Академии наук. — СПб, 1907. — Т. 2, кн. 2. — С. 72–139.
  7. Ідеї Песталоцці на Україні й у Росії / О. Ф. Музиченко // Шлях освіти. — 1927. — № 1. — С. 57–73.
  8. Історія, етнографія та народна творчість кримських болгар: зб. / Олександр Музиченко; ред.: В. Н. Станко, Л. М. Дроздова; ред.-упоряд. І. А. Носкова; вступ. ст. А. А. Непомнящого; Кримська респ. універс. наук. б-ка ім. і. Я. Франка. — Сімферополь: Доля, 2004. — 144 с. — Бібліогр.: с. 142 (5 назв.).Музыченко А. Ф. Какой должна быть школа? / А. Ф. Музыченко // Народная энциклопедия научных и прикладных знаний. — М. : Тип. т-ва И. Д. Сытина, 1911. — Т. 9. — С. 157—171.
  9. Какой должна быть школа? / О. Ф. Музиченко // Історія української школи і педагогіки: хрестоматія / упоряд.: О. О. Любар ; за ред. В.  Г. Кременя. — Київ: Знання, 2005. — С. 453—455.
  10. Каптерев П. Ф. Современные педагогические течения / сост. П. Ф. Каптерев и А. Ф. Музыченко. — Москва: Польза В. Антик и К°, 1913 (Тип. П. П. Рябушинского). — 219 с. : рис. — (Пед. Акад. в очерках и монографіях) (Воспитание в семье и шк.) / под общей ред. Алекс. Петр. Нечаева).
  11. Конспект лекций по педагогике, прочитанных на земских летних курсах в Полтаве. (1912 г.) / [А. Ф. Музыченко]. — [Полтава]: [б. и.], [1912]. — 17 с. — Відсутній титульний аркуш. — Повний текст див. «Народная Энциклопедия научных и прикладных знаний». — Т. 9 Философия и педагогика. — с. 134—157.
  12. *Краєзнавство в комплексних програмах та його метода / Олександр Музиченко // Історико-педагогічний альманах / АПН України, Уман. держ. пед. ун-т ім. Павла Тичини, Всеукр. асоц. істориків педагогіки. — Київ: [б. в.], 2007. — Вип. 1. — С. 69–76 : іл. — Бібліогр.: с. 75 (6 назв).
  13. Краєзнавство в комплексних програмах та його метода / О. Музиченко // Освітня діяльність і педагогічні погляди О. Ф. Музиченка / уклад. Н. Ярмак. — Ніжин: МІЛАНІК, 2007. — С. 46–59.
  14. Культура народа, мировоззрение ребенка и комплексность: (Практика работы учителя в рамках комплексности) / А. Ф. Музыченко // Рад. шк. [бывш. «Просвещение Донбасса»] [Луганск]. — 1928. — № 7/8. — С. 3–16.
  15. Методпоради до навчання грамоти за букварем / О. Ф. Музиченко, Л. П. Деполович. — Харків: Рад. шк., 1933. — 31 с. — (На допомогу молодому вчителю).
  16. Монизм и школа / Александр Музыченко. — Санкт-Петербург: [б. и.], 1908. — 30 с. — Из «Русской школы».
  17. Монизм и школа / А. Ф. Музыченко // Науковий часопис Національного педагогічного університету імені М. П. Драгоманова. Історико-педагогічні студії / Нац. пед. ун-т ім. М. П. Драгоманова. — Київ: Вид-во НПУ ім. М. П. Драгоманова, 2008. — Вип. 2. — С. 134—150.
  18. *На пути к демократизации школы / А. Ф. Музыченко.(из отчета профессорского стипендиата) — Санкт-Петербург: [б. и.], 1907.
  19. Наблюдения над народным творчеством крымских болгар / А. Ф. Музыченко // Труды двенадцатого Археологического съезда в Харькове, 1902. — Москва, 1905. — Т. 2. — С. 446—460 ; Т. 3. — С. 350—351.
  20. Наука Песталоцці на Україні і у Росії / О. Ф. Музиченко // Шлях освіти. — X. : Державне в-во України, 1927. — № 1 (57). — С. 57–73.
  21. Отчет о специальных занятиях педагогикой в заграничной командировке. (1906—1908 г.) / Александр Музыченко. — Нежин: Типо-лит. насл. В. К. Меленевского, 1908. — 66 с.
  22. *Отчет о специальных занятиях педагогикой в заграничной командировке // Сб. ист.-филол. об-ва при ин-те князя Безбородько в Нежине. — 1909. — Т. 6. — С. 1–66.
  23. Очерки по истории педагогических учений: с портретами в тексте / сост. А. Ф. Музыченко, В. В. Успенский [и др.]. — Москва: Книгоиздательство «Польза» В. Антик и К°, 1911 (Т-во Скоропеч. А. А. Левенсон). — 220 с. : портр. — (Педагогическая Академия в очерках и монографиях. (Воспитание в семье и школе) / под общ. ред. проф. Алекс. Петр. Нечаева).
  24. Питания про єдину школу на Україні / Ол. Музиченко // Вільна укр. шк. — 1918—1919. — № 8/9. –С. 85–89.
  25. Питання про єдину школу в Україні / О. Ф. Музиченко // З історії наукових студій викладачів НПУ імені М. П. Драгоманова (до 180-річчя Національного педагогічного університету ім. М. П. Драгоманова): зб. / М-во освіти і науки України, Нац. пед. ун-т ім. М. П. Драгоманова. — Київ: Вид-во НПУ ім. М. П. Драгоманова, 2014. — С. 230—232.
  26. По поводу новой книги проф. В. Рейна (Deutsche Schulerziehung, Munchen 1907) / А. Ф. Музыченко. — Санкт-Петербург: [б. и.], 1908. — [14] с. — Відбиток з: Журнала Мин-ва Нар. Просв.
  27. Проблема комплексности в Германии и у нас / А. Ф. Музыченко // Шлях освіти. — 1924. — № 4/5 (24–25). — С. 68–106.
  28. *Реформа женского образования в Германии / А. Ф. Музыченко // Журн. Мин. нар. Просв. — 1910
  29. Реформа среднего женского образования и его история в Германии. По поводу Кассельского Конгресса / А. Ф. Музыченко. — Санкт-Петербург: [б. и.], 1909. — 56 с.
  30. Реформа школи чи шкільна реформація? / Ол. Музиченко // Вільна укр. шк. Рік 2. — 1918–19 шк. р. — № 4 (листоп.). — С. 201—207.
  31. Реформа школи чи шкільна реформація? / О. Ф. Музиченко // Вільна українська школа. — 1918—1919. — № 6/7. — С. 1-10.
  32. Современные педагогические течения в Западной Европе и Америке / А. Ф. Музыченко // Каптерев П. Ф. Современные педагогические течения / сост. П. Ф. Каптерев и А. Ф. Музыченко. — Москва: Польза В. Антик и К°, 1913 (Тип. П. П. Рябушинского). — С. 107—219.
  33. Современные педагогические течения в Западной Европе и Америке: [с рис. в тексте] / [А. Ф. Музыченко]. — [Москва]: [Книгоиздательство «Польза» В.  Антик и К°], [1913]. — [112] с. : рис. — («Педагогическая Академия»  ; т. XII).
  34. Сучасна школа у нас та закордоном / О. Музиченко // З історії наукових студій викладачів НПУ імені М. П. Драгоманова (до 180-річчя Національного педагогічного університету ім. М. П. Драгоманова): зб. / М-во освіти і науки України, Нац. пед. ун-т ім. М. П. Драгоманова. — Київ: Вид-во НПУ ім. М. П. Драгоманова, 2014. — С. 227—230.
  35. Сучасні педагогічні течії в Західній Європі і Америці / О. Ф. Музиченко ; Всеукр. кооперат. видавн. союз. — Київ: Друкарня Всеукр. кооперат. союзу, 1919. — 109 с. — (Педагогічно-психологічна б-ка; № 1).
  36. Философско-педагогическая мысль и школьная практика в современной Германии: (вступительная лекция) / Александр Музыченко. — Нежин: Типо-лит. насл. В. К. Меленевского, 1909. — 34 с.: рис. — Печатано по постановлению Конференции Историко-Филологического Института Князя Безбородко. Директор Института Ив. Иванов.
  37. *Философско-педагогическая мисль и школьная практика в современной Германии / А. Ф. Музыченко // Изв. ист.-филол. ин-та князя Безбородько в Нежине. — 1909. — Т. 24. — С. 3–34.
  38. Чему должно учить в общеобразовательной школе? / А. Ф. Музыченко // Антология педагогической мысли Украинской ССР / АПН СССР; [сост. Н. П. Калениченко]; отв. ред. М. В. Фоменко [и др.]. — Москва: Педагогика, 1988. — С. 393—398.
  39. *Чему должно учить в общеобразовательной школе? / А. Ф. Музыченко // Народная энциклопедия научных и прикладных знаний. — Москва: Тип. т-ва И. Д. Сытина, 1911. –Т. 9. — С. 172—180.
  40. Чтение и культура слова в современной школе: метод. очерк обучения родному языку / А. Ф. Музыченко. — Москва: Работник просвещения, 1930. — 55 с.
  41. Чтение и культура слова в современной школе: (Методический очерк обучения родному языку) / А. Ф. Музыченко // Антология педагогической мысли Украинской ССР / АПН СССР; [сост. Н. П. Калениченко]; отв. ред. М. В. Фоменко [и др.]. — Москва: Педагогика, 1988. — С. 399—400.
  42. *Что такое педагогика и чему она учит? // Народная энциклопедия научных и прикладных знаний. — Москва: Тип. т-ва И. Д. Сытина, 1911. — Т. 9. — С. 134—156.
  43. Что такое педагогика и чему она учит? : оттиск из IX тома «Народной Энциклопедии» Харьк. общ. грам. / Александр Музыченко. — Москва: [б. и.], 1912. — [47]  с.  : фотогр., рис.
  44. Як навчати грамоти за букварем / О. Ф. Музиченко, Ю. О Музиченко, Л. П. Деполович. — Харків, Київ: Рад. шк., 1934. — 79 с. — (Метод. поради вчителеві початкової шк.)
  45. Як по новому проводити педагогічну роботу в трудшколах з дітьми: (Короткий конспект програм для самостійної колективної роботи в гуртках для перепідготовки шкільних робітників) / О. Музиченко // Рад. освіта. — 1924. — № 5/6. — С. 57–73.

Прогресивність О. Музиченка виявлялася у ставленні до уроку як основної форми навчального процесу. В 1920-х роках найкращою вважалася комплексна система навчання. На цих позиціях стояв і О. Музиченко. Для розвитку форм мислення, на його думку, слід відбирати певні навчальні предмети, зокрема історію і літературу. Решта дисциплін має концентруватися і певним чином співвідноситися з вивченням історії та літератури. Ця система давала змогу встановити діалектичні зв'язки між окремими галузями знань, забезпечити зв'язок навчання з життям і працею. Педагог активно пропагував комплексний підхід до виховання і навчання, вбачаючи в ньому засіб боротьби проти схоластики і догматизму школи. До кінця життя він залишився прибічником цього підходу, хоча пошуки в перебудові школи тривали.
О. Музиченко вказував на такі недоліки школи, як надмірна інформативність навчання і недостатньо активна розумова діяльність учнів. Він пропонував моністичний підхід, коли педагогічний процес має забезпечувати і навчання, і розвиток. Писав про труднощі при вивченні української мови, причину яких вбачав в історичних умовах життя народу.